# Asociația Națională Germană
Asociația Națională Germană (în germană Deutsche Nationalverein) a fost o organizație de tip partid politic, care a apărut în 1859 dintr-o fuziune de liberali și de democrați moderați și care a existat până în 1867. Scopul Asociației Naționale era crearea unui stat liberal german în formulă restrânsă, sub conducere prusacă, cu un parlament național. În caz că ar fi fost necesar, asociația era pregătită să accepte o dictatură temporară a Prusiei atâta vreme cât aceasta ar fi condus la constituirea unui stat național german. Soluția „mic-germană” însemna despărțirea de Austria.

## Legături externe
- de Eisenacher Erklärung des Nationalvereins (1859). În Deutsche Geschichte in Dokumenten und Bildern.
- de Verhandlungen der Generalversammlung des Deutschen Nationalvereins Arhivat în 5 martie 2016, la Wayback Machine.. În Münchener Digitalisierungszentrum.